# Hedwig Kettler
Hedwig Kettler (geborene Reder; * 19. September 1851 in Harburg; † 5. Januar 1937 in Berlin; vollständiger Name: Hedwig Friederike Karoline Auguste Kettler) war eine deutsche Frauenrechtlerin und Pionierin der höheren Mädchenbildung.

## Leben
Hedwig  wurde als älteste Tochter in die Familie des hannoverschen Eisenbahnbaubeamten Gustav Reder und seiner Frau Elise, geb. Brüning, geboren. Sie besuchte Schulen in Osnabrück, Bremervörde, Stuttgart und Berlin und später auch die Kunstakademie Berlin.
In Berlin begegnete sie ihrem Cousin Julius Kettler wieder, den sie im Alter von 29 Jahren, am 24. November 1880 heiratete. Aus der „sehr glücklichen Kettlerschen Ehe“ gingen zwei Töchter hervor: 1881 Hermine Kettler, die später eine bekannte Schriftstellerin wurde, und 1885 Tochter Elise.

## Tätigkeiten als Herausgeberin
Bekannt wurde sie als Herausgeberin der Zeitschrift Frauenberuf, die sie 1887 gründete, und der ab 1892 erscheinenden Schriftenreihe Bibliothek der Frauenfrage.

## Der FrauenvereinReform
1888 gründete sie in Weimar den „Deutschen Frauenverein Reform“, der 1891 in „Frauenbildungs-Reform“ umbenannt wurde. Dieser Verein trat als erster deutscher Verein öffentlich für die Einrichtung von Mädchengymnasien und die Zulassung von Frauen zur Hochschulreife ein.

## Ihre Überzeugungen und Forderungen
Für Hedwig Kettler war die gleiche Bildung für Mann und Frau ein naturrechtlich begründetes Menschenrecht. Die Bildungschancen waren ihrer Meinung nach ungerecht verteilt, dies könnte einfach dadurch überprüft werden, indem die Bildungsangebote vertauscht werden: Jungen sollten die höhere Töchterschule, die Mädchen das Jungengymnasium besuchen. Falls dann die Jungen trotzdem gleiche Leistungen erbringen, sei die Aufteilung berechtigt. Sie schloss aus dieser These: „Die verschiedene Kultur hat die Schuld, nicht die verschiedene Natur.“ Höhere Bildung bedeutete für sie immer gymnasiale Bildung, die nicht nur für die Frauen notwendig ist, die studieren wollen, sondern für alle. Wenn männliche und weibliche Intelligenz verglichen werden sollten, müssten sie zunächst unter gleichen Bedingungen entwickelt werden. Denn unter den gegebenen Umständen könnten keine Aussagen über die Natur der Frau getroffen werden. Gleiche Bildung bedeutete so für Kettler auch Koedukation, womit sie die Öffnung der Knabengymnasien für die Mädchen meinte.

## Gründung der ersten deutschen Mädchengymnasien
Der von Hedwig Kettler ins Leben gerufene Verein Frauenbildungs-Reform gründete nach positiven Signalen des badischen Landtags und der Stadtverwaltung 1893 in Karlsruhe das erste deutsche Mädchengymnasium, das heutige Lessing-Gymnasium. Nachdem wirtschaftliche Probleme aufgetreten waren, wurde es wenige Jahre später von der städtischen Verwaltung übernommen und als Mädchengymnasium im Gebäude des heutigen Fichte-Gymnasium weitergeführt. 1899 machten dort die ersten vier Mädchen ihr Abitur. Im selben Jahr gründete Hedwig Kettler ein zweites Mädchengymnasium in Hannover, die Sophienschule.
Doch es war ausgerechnet ihr Cousin Julius Tietz, der Leiter der Stadttöchterschule I in Hannover, der eine diesbezügliche Kooperation mit Hedwig Kettler ablehnte und kommentierte,

„[ein Mädchengymnasium würde] der Eigenart [von Frauen] zuwiderlaufen und daher nicht von Segen begleitet [sein].“

## Ehrungen
Die Stadt Karlsruhe hat im Jahr 2000 eine Straße nach Hedwig Kettler benannt. Nach ihr benannte Straßen gibt es auch in Bad Oldesloe, Langenhagen und Sehnde.